# Brand New Age
. Il est sorti en 1980 sur RCA/GEM Records. Il s'agit de l'enregistrement en studio des UK Subs ayant connu le plus de succès, atteignant la 18e place des charts britanniques et y restant neuf semaines.

## Historique
L'album est produit par le chanteur et le guitariste. Le groupe progresse dans sa musique et ses textes, abordant des sujets tels que l'intrusion du gouvernement, la violence et le fondamentalisme religieux, le terrorisme, ainsi que des thèmes plus classiques des UK Subs comme l'alcool, la drogue, les motos, les filles et les sous-cultures des jeunes.
Brand New Age comprenait deux singles à succès ; "Warhead", mettant en garde contre le danger de la guerre froide et la menace croissante du djihadisme islamique en Afghanistan, et qui a atteint la 30e place des charts britanniques en mars 1980 ; et "Teenage", qui atteint la 32e place des charts britanniques en mai 1980.

## Réception critique
L'album a reçu cinq étoiles par Garry Bushell, écrivain du magazine Sounds, et quatre étoiles par Record Mirror, même si, comme Alex Ogg l'a écrit plus tard, "le groupe aurait tout aussi bien pu ne pas exister pour toute l'attention que des publications plus branchées comme le NME leur accorderaient". L'accueil mitigé n'a pas dérangé le leader du groupe Charlie Harper. S'adressant à Rising Free Fanzine, Harper s'est dit satisfait de l'accueil critique de l'album ; "J'aime vraiment le deuxième album, plus que le premier. Je l'ai trouvé bon. J'ai donc été plus que satisfait des critiques".
Plus récemment, le critique d'AllMusic Victor W. Valdivia a fait l'éloge de Brand New Age pour son ambition et sa profondeur lyrique ; "Les UK Subs ont atteint leur maturité sur cet album et ont prouvé qu'ils étaient l'un des groupes les meilleurs et les plus prometteurs de leur époque", a-t-il écrit.